# Cemitério União Israelita Porto Alegrense
O Cemitério União Israelita Porto Alegrense é um cemitério localizado na cidade brasileira de Porto Alegre.
Situado na avenida Prof. Oscar Pereira, 1175, no bairro Azenha, o cemitério é mantido pela União Israelita Porto Alegrense, cuja sinagoga foi fundada em 1910.
É um dos três cemitérios judaicos localizados no estado do Rio Grande do Sul.

## Personalidades sepultadas no cemitério
- Salomon Smolianoff (1897-1976)[3][4], pintor e falsificador sobrevivente do Holocausto.